# جیمی-لی کریویتس
جیمی- لی کریویتس (به انگلیسی: Jamie-Lee Kriewitz) (زاده ۱۸ مارس ۱۹۹۸) خواننده آلمانی است.
او در مسابقه آواز یوروویژن ۲۰۱۶ نماینده آلمان بود.